# Lombenben
Der Lombenben ist ein 1496 m hoher Schildvulkan auf der Insel Ambae im Staat Vanuatu. Er ragt vom Meeresuntergrund ca. 3900 Meter in die Höhe. Weitere Bezeichnungen für diesen Vulkan sind: Ambae Vulkan, Aoba, Omba. Vereinzelt wird der Name des Vulkans mit dem seiner Krater (Manaro) verwechselt.

## Vulkanische Aktivität
Der Berg gilt als einer der gefährlichsten aktiven Vulkane weltweit; die letzten Ausbrüche wurden 2006, 2011 und 2017 registriert. Auf dem Vulkan befinden sich drei Kraterseen: Manaro Ngoru, Vui (Voui) und Manaro Lakua. Der Vui enthält 50 Mio. Kubikmeter Wasser. Vorsorglich wurden in der Vergangenheit bis zu 5000 Menschen evakuiert, die in unmittelbarer Umgebung des Vulkans lebten.